# Prelaz Džjaju
Prelaz Džjaju ali  (poenostavljeno kitajsko: 嘉峪关; tradicionalno kitajsko: 嘉峪關; pinjin: Jiāyù Guān) je prva mejna trdnjava na zahodnem koncu Velikega zidu dinastije Ming, blizu mesta Džjajuguan v provinci Gansu. Poleg prelazov Džujong in Šanhai je eden glavnih prelazov Velikega zidu. V obdobju Ming so tuji trgovci in odposlanci iz Srednje in Zahodne Azije večinoma vstopali na Kitajsko skozi prelaz Džjaju.

## Lokacija
Prelaz je na najožji točki zahodnega odseka Heši koridorja, 6 kilometrov jugozahodno od mesta Džjajuguan v Gansuju. Struktura leži med dvema hriboma, od katerih eden dominira prelazu Džjajuguan. Trdnjava je bila zgrajena v bližini oaze, ki je bila takrat na skrajnem zahodnem robu Kitajske.

## Opis
Utrdba je trapezaste oblike z obsegom 733 metrov in površino več kot 33.500 kvadratnih metrov. Dolžina zidu je 733 metrov, višina pa 11 metrov.
Vrata so dvoja: ena na vzhodni strani prelaza in druga na zahodni strani. Na vsakih vratih je stavba. Napis Džjajuguan v kitajščini je napisan na plošči na stavbi pri zahodnih vratih. Južna in severna stran prelaza sta povezani z Velikim zidom. Na vsakem vogalu prelaza je stolpič. Na severni strani, znotraj obeh vrat, so široke ceste, ki vodijo na vrh prelaza.
Džjajuguan so sestavljale tri obrambne črte: notranja utrdba, zunanja utrdba in jarek.
Ko je slavna popotnica Mildred Cable leta 1923 prvič obiskala Džjajuguan, ga je opisala kot
Severno od osrednjega loka je bil stolpičast stražni stolp, od njega pa se je dolga linija obzidja spustila v dolino, se povzpela na hrib in izginila nad njegovim vrhom. Nato se je pokazalo nekaj topolov in po zeleni senci ob vznožju stene je bilo razvidno, da sta tu trava in voda. Dlje na zaplati divjih perunik se je razprostirala modra preproga ob cesti, ravno tam, kjer je voz peljal pod okrasnim spominskim lokom in omahnil čez razmajan most nad žuborečim potokom.

## Legenda in zgodovina
Čudovita legenda pripoveduje o natančnem načrtovanju gradnje prelaza. Legenda pravi, da je pri načrtovanju Džjajuguana odgovorni uradnik prosil oblikovalca, naj oceni natančno število potrebnih opek, in oblikovalec mu je dal številko (99.999). Uradnik je dvomil o njegovi presoji in ga vprašal ali bo to dovolj, zato je oblikovalec dodal eno opeko. Ko je bil Džjajuguan končan, je ostala ena opeka, ki je bila ohlapno postavljena na ena od vrat, kjer je še danes.
Struktura je bila zgrajena v času zgodnje dinastije Ming, nekje okoli leta 1372. Tamkajšnja trdnjava je bila močno okrepljena zaradi strahu pred Timurjevo invazijo, vendar je Timur umrl od starosti, ko je vodil vojsko proti Kitajski.

## Pomem
Med prelazi na Velikem zidu je Džjajuguan najbolj nedotaknjena ohranjena starodavna vojaška zgradba. Prelaz je znan tudi pod imenom »Prvi in največji prelaz pod nebom« (天下第一雄關), ki ga ne smemo zamenjevati s »Prvim prehodom pod nebom« (天下第一關), imenom za Šanhaiguan pri vzhodni del Velikega zidu blizu Činhuangdao, Hebej.
Prelaz je bil ključna točka starodavne svilne poti.
Džjajuguan ima nekoliko strašljiv sloves, ker je bilo Kitajcem, ki so bili izgnani, ukazano, da odidejo skozi Džjajuguan na zahod, velika večina pa se nikoli več ni vrnila. Mildred Cable je v svojih spominih  zapisala, da je
ljudem prejšnje generacije poznana kot Kveimenkvan (Vrata demonov).... Najpomembnejša vrata so bila na drugi strani trdnjave in bi se lahko imenovala Popotniška vrata, čeprav so jih nekateri imenovali kot Vrata vzdihljajev. To je bil globok obok, vrezan v debelino zidu... Vsak popotnik proti severozahodu je šel skozi ta vrata in odprla so se na tisto veliko in vedno skrivnostno pustinjo, imenovano puščava Gobi. Dolg obok je bil prekrit s spisi ... delo učenih mož, ki so padli v uro globoke stiske. Kdo so bili potem pisci te Antologije žalosti? Nekateri so bili težki izgnanci, drugi osramočeni uradniki, nekateri pa zločinci, ki jih kitajske meje niso več tolerirale. Odtrgani od vsega, kar so ljubili na zemlji, in izgnani z osramočenim imenom v turobne pokrajine zunaj.
Med tistimi, ki so bili nekoč sramotno izgnani, je bil slavni kitajski opijski vojni podkralj Lianguanga, komisar Lin Zešu. Kip v njegovo čast je danes mogoče najti v lokalnem parku v Urumčiju.
Bolj znane v Džjajuguanu so na tisoče grobnic iz dinastij Vej in Zahodni Džin (266–420), ki so jih v zadnjih letih odkrili vzhodno od mesta. Na Kitajskem je znanih 700 izkopanih grobnic, njihove replike ali fotografije pa je mogoče videti v skoraj vseh večjih kitajskih muzejih. Opeke si zaslužijo svojo slavo; hkrati so fascinantne in očarljive, saj prikazujejo domače prizore, kot so priprave na pojedino, pečenje mesa, nabiranje murv, hranjenje kokoši in pašo konj. Od 18 grobnic, ki so bile izkopane, je samo ena trenutno odprta za turiste. V okolici Džjajuguana so našli tudi veliko fresk, vendar večina ni odprta za obiskovalce.
| - Odsek Velikega zidu v bližini utrdbe - Prelaz Džjaju - Vrbe žalujke na prelazu Džjaju - Gorovje Čiljan in Veliki zid - Kamele, konji in Veliki zid |